# Noël Mayaud
Marie Joseph Jean Noël Mayaud meist Noël Mayaud (* 25. November 1899 in Saumur, Département Maine-et-Loire; † 2. Mai 1989 ebenda) war ein französischer Ornithologe.

## Leben und Wirken

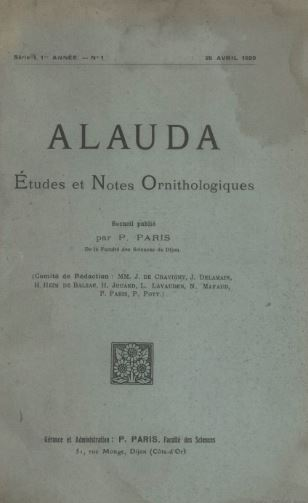
Titelblatt der ersten Ausgabe von Alauda

Sein Vater hieß Marie Louis Jules Mayaud, seine Mutter Marie Adrienne Elisabeth geb. Devienne. Am 28. Januar 1935 heiratete er Simone Jeanne Marie de Nacquard.
Seine erste kürzere ornithologische Publikation aus dem Jahr 1925 handelte vom Seidensänger (Cettia cetti), den er im Département Maine-et-Loire beobachtet hatte. 1934 beschrieb er mit Luscinia svecica namnetum eine für die Wissenschaft neue Unterart des Blaukehlchens. Sein wissenschaftlicher Weg war schon deswegen ungewöhnlich, da er keine Verbindung zu den Universitäten hatte. Er stammte aus einer reichen Familie aus Saumur, deren Vermögen aus der Industrie entsprang und deren Vorlieben im Weinbau, sowie der Jagd- und Forstwirtschaft zu finden waren. Zwischen 1900 und 1940 war es im Osten Frankreichs nicht unüblich, dass sich solch ein Landadel mit Fragen der Naturkunde beschäftigte. Der junge Mayaud interessierte sich deshalb schon früh für die Avifauna. Wahrscheinlich wäre er ein Amateurornithologe geblieben, der seinem Hobby eher aus hedonistischen Motiven nachging, hätte er nicht auf den französischen Zoologen Louis Marcellin Bureau (1847–1936) kennengelernt, der seine Forschungen in geordnete wissenschaftliche Bahnen lenkte. Für ihn schrieb Mayaud 1937 in Alauda einen Nachruf, dem in L'Oiseau et la Revue française d'ornithologie eine weitere Würdigung seines Schaffenswerks folgte.
Als 1936 Inventaire des oiseaux de France, ein Werk, das er in Zusammenarbeit mit Henri Heim de Balsac (1899–1979) und Henri Louis Ernest Jouard (1896–1938) publiziert wurde, bedeutete dies ein Schritt in eine neuzeitliche ornithologische Forschung in seinem Heimatland Frankreich. Mit dem Buch beließ Mayaud es nicht und es folgten in verschiedenen Zeitschriften viele weitere Kommentare und Anmerkungen zur Ornithologie seines Heimatlandes.
Mayaud  wechselte zum Centre national de la recherche scientifique, einer öffentlichen Körperschaft, die talentierte Menschen wie ihm die Möglichkeit zur Forschung gab. Für Pierre-Paul Grassé (1895–1985) schrieb er einen Großteil des fünfzehnten Bandes von Traité de zoologie, anatomie, systématique, biologie aus dem Jahre 1950, ein Band der sich ausschließlich mit den Vögeln beschäftigte.
Zusammen mit seinem Freund Heim de Balsac publizierte er 1962 das Werk Les oiseaux du Nord-Ouest de L'Afrique: distribution géographique, écologie, migrations, reproduction. Da Heim de Balsac das Schreiben nicht sehr mochte, bestand sein Beitrag an dem Werk eher aus seiner hervorragenden Beobachtungsgabe, sowie der Sammlung von relevanten Informationen. Balsacs Beiträge aus dieser Zeit galten eher als polemisch oder sie kritisierten die Forschungsarbeiten der anglosächsischen Wissenschaftler. So ist es der Hartnäckigkeit von Mayaud zu verdanken, der ihn dazu drängte, seine Beobachtungen und Anmerkungen zum Wohl der Wissenschaft an ihn abzuliefern. Es entstand eines der bedeutendsten Bücher über die Avifauna Afrikas, dem Maghreb und der Sahelzone mit Informationen zur Systematik, Morphologie, Verbreitung, Brutzeit, zum saisonalen Vogelzug und zur Ökologie. Seine Rolle in diesem Werk über exotische Vögel darf nicht unterschätzt werden, obwohl er selbst nie auf Forschungsreisen war. Trotzdem entwickelte er eine Vorliebe für Vögel aus der Region Nordafrika. Noch kurz vor seinem Tod zirkulierte er ein Manuskript unter seinen Kollegen, das postum veröffentlicht wurde.
Als Paul Paris 1929 Alauda, eine ornithologische Fachzeitschrift, gründete, waren es Jacques de Chavigny (1880–1963), Jacques Delamain (1874–1953), Adrien Joseph Louis Lavauden (1881–1935), Heim de Balsac, Paul Poty (1889–1962), Jouard und Mayaud die in der Redaktion saßen. Nach dem Tod der meisten Gründungsmitglieder führte er die Zeitschrift mit Heim de Balsac weiter. Bei der Gründung der Sociéte d'études ornithologique am 25. März 1933 war Mayaud eines der Gründungsmitglieder. Damals lebte er in der Saumur in der 1, rue de Bordeaux. Bis zu seinem Tode war er Ehrenpräsident der Gesellschaft. Über viele Jahre agierte er als Antreiber der Gesellschaft und war oft Vermittler zwischen den Ornithologen in Streitfragen.
Noch bis kurz vor seinem Tod war Mayaud körperlich und geistig aktiv. So kam sein Tod plötzlich und unerwartet für die französische ornithologische Gesellschaft.

## Dedikationsnamen
1969 beschrieb Hans Kummerlöwe Passer domesticus mayaudi, ein Synonym für eine Unterart des Haussperlings (Passer domesticus biblicus Hartert, E, 1904). Christian Érard, Georges Hémery und Eric Pasquet nannten ihm zu Ehren eine Unterart des Bindenrennvogels (Rhinoptilus cinctus mayaudi).

## Werke (Auswahl)
- La Bouscarle Cetti en Maine-et-Loire. In: Revue française d'ornithologie. Band 9, Nr. 189, 1925, S. 526 (bibliotheques.mnhn.fr).
- mit Jacques de Chavigny: Sur l'avifaune de Açores Généralités et ètude contributive. In: Alauda (= 2). Band 4, Nr. 2, 1932, S. 133–155 (bibliotheques.mnhn.fr).
- mit Jacques de Chavigny: Sur l'avifaune de Açores Généralités et ètude contributive. In: Alauda (= 2). Band 4, Nr. 3, 1932, S. 304–348 (bibliotheques.mnhn.fr).
- mit Jacques de Chavigny: Sur l'avifaune de Açores Généralités et ètude contributive. In: Alauda (= 2). Band 4, Nr. 4, 1932, S. 416–441 (bibliotheques.mnhn.fr).
- Description of a new Bluethroat (Luscinia). In: Bulletin of the British Ornithologists’ Club. Band 54, Nr. 379, 1934, S. 179–180 (biodiversitylibrary.org).
- mit Henri Heim de Balsac, Henri Louis Ernest Jouard: Inventaire des oiseaux de France. impr. Jouve, Paris 1936.
- mit Henri Heim de Balsac, Henri Louis Ernest Jouard: Sur l'Inventaire des Oiseaux de France. In: Alauda (= 3). Band 8, Nr. 2, 1936, S. 258–260 (bibliotheques.mnhn.fr).
- Louis Bureau (1847–1936). In: Alauda (= 3). Band 9, Nr. 1, 1937, S. 4–14 (bibliotheques.mnhn.fr).
- Louis Bureau son oeuvre. In: L'Oiseau et la Revue française d'ornithologie. Band 7, Nr. 1, 1937, S. 519–522 (gallica.bnf.fr).
- mit Henri Heim de Balsac: Le voyage de R. de Naurois aux iles de la Baie et du Banc d'Arguin. Une énigme éclaircie. In: Alauda. Band 27, Nr. 2, 1959, S. 144–147 (bibliotheques.mnhn.fr).
- mit Henri Heim de Balsac: Les oiseaux du Nord-Ouest de L'Afrique: distribution géographique, écologie, migrations, reproduction. Paul Lechevalier, Paris 1962.